# The Light That Failed (film 1912 Vitagraph)
The Light That Failed è un cortometraggio muto del 1912. Il nome del regista non viene riportato nei credit del film.

## Trama
In seguito alle insistenti richieste di sua moglie che vuole fargli comperare un costoso castello in Francia, Harding, presidente di una compagnia elettrica, taglia del dieci per cento il salario dei suoi dipendenti. Gli uomini entrano in sciopero e Nell, la bambina di Quinn, il rappresentante degli operai, ha un incidente che le provoca una frattura al cranio. Il medico propone di operarla e la figlia di Harding, venuta a conoscenza dell'accaduto, si offre di pagare l'intervento. Quinn accetta il denaro, considerandolo un prestito. Intanto gli operai, sempre più irritati dal fatto che Harding non vuole cedere, passano alle vie di fatto, decidendo di sospendere l'erogazione della luce elettrica in tutta la città. Sarà proprio Quinn a farlo: ma la mancanza di energia provoca anche la morte di sua figlia che, in quel momento, è sotto i ferri del chirurgo.

## Produzione
Il film fu prodotto dalla Vitagraph Company of America.

## Distribuzione
Distribuito dalla General Film Company, il film - un cortometraggio in una bobina - uscì nelle sale cinematografiche statunitensi il 14 giugno 1912.